# Russell Court

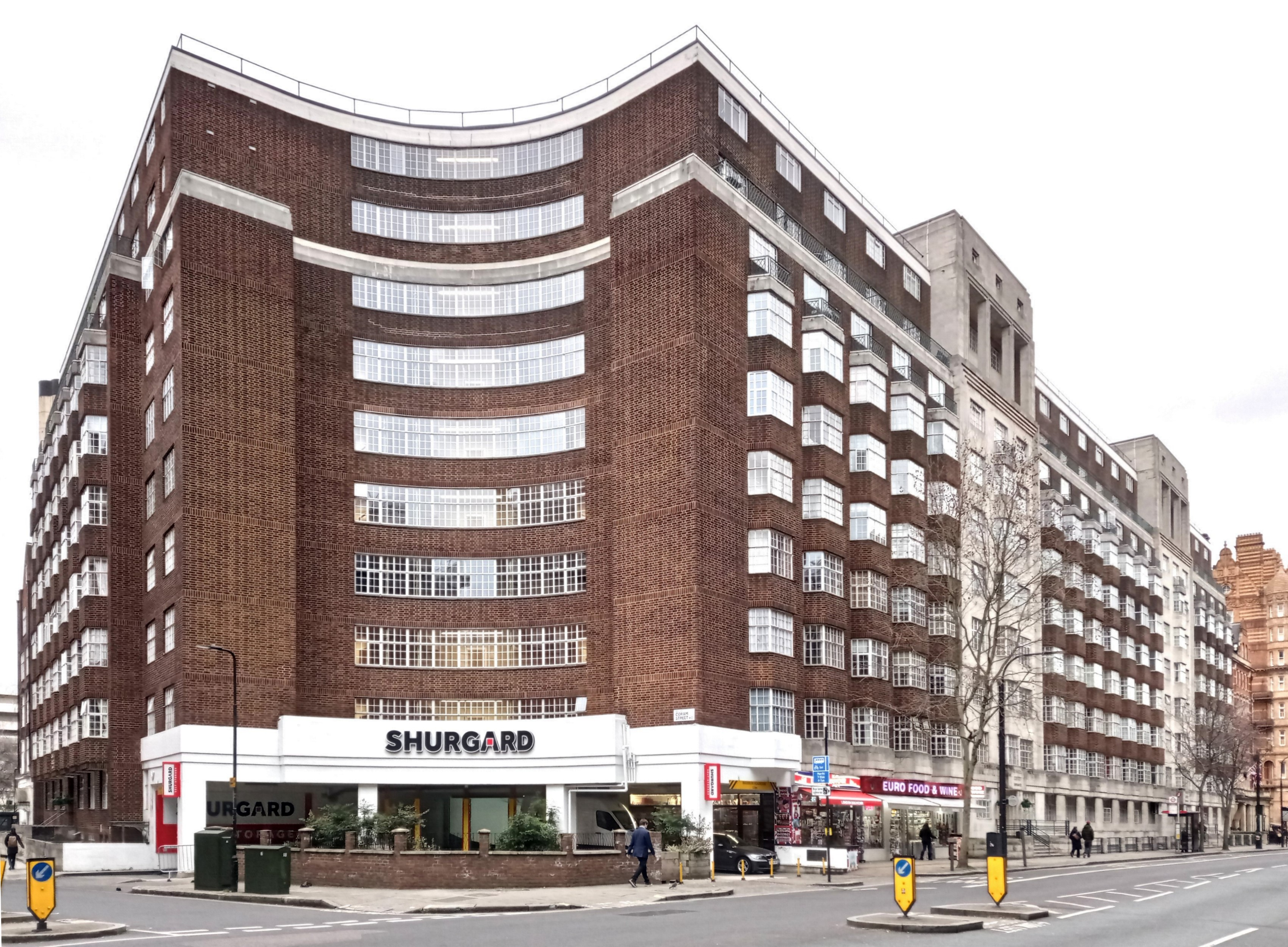
Russell Court, visto desde la esquina de Coram Street y Woburn Place en 2023.

Russell Court es un bloque de apartamentos modernista arquitectónicamente notable ubicado en Woburn Place, en el distrito de Bloomsbury de Londres, en la esquina con Coram Street, justo al norte de Russell Square. Fue diseñado por George Val Myer y Francis Watson-Hart en un plano en forma de L con un hueco curvo en la esquina y un garaje debajo. Es uno de los varios grandes bloques de apartamentos construidos en Londres en la década de 1930 y tiene 501 pequeños «pisos de soltero» destinados a la vivienda de estudiantes y personas de escasos recursos. Hoy en día, el dominio absoluto de la propiedad es de propiedad colectiva de los arrendatarios de pisos.

## Ubicación
Russell Court está en el lado este de Woburn Place, en la esquina con Coram Street, justo al norte de Russell Square y cerca de los edificios de la Universidad de Londres. Ocupa un sitio en forma de L con una entrada peatonal en Coram Street y dos más en Woburn Place. En la parte trasera está el Daimler Car Hire Garage (1931) catalogado como grado II en Herbrand Street.

## Construcción

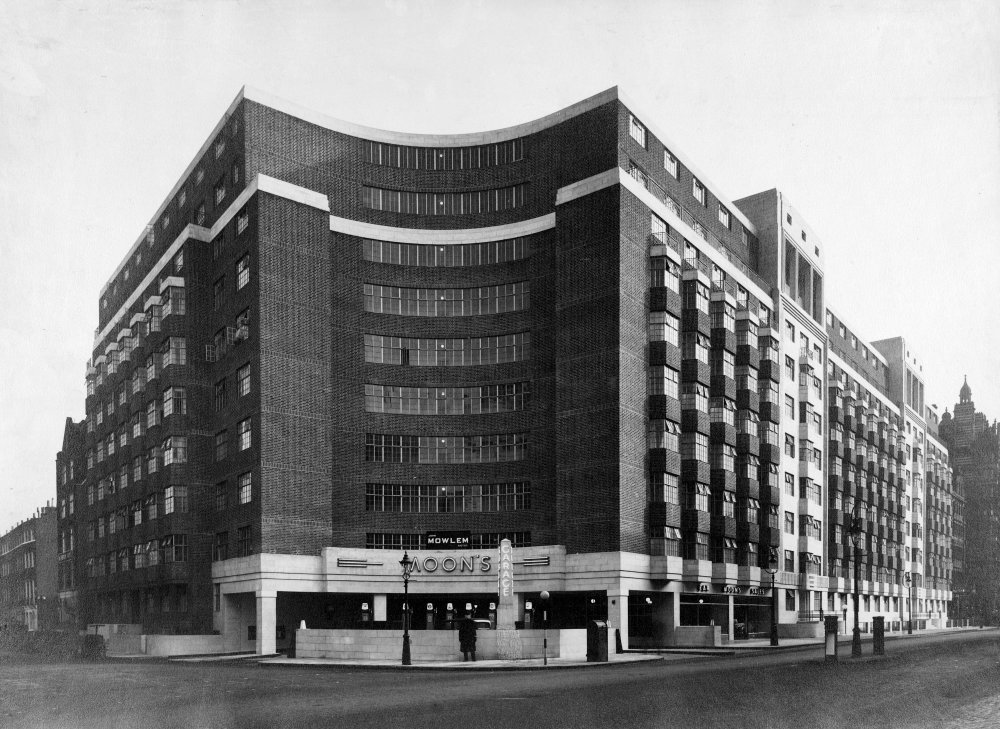
Russell Court poco después de la finalización con el garaje y el cartel de Mowlem.

El edificio fue un proyecto del abogado londinense Gerald Glover, que se especializó en el desarrollo inmobiliario, y es uno de varios bloques de pisos muy grandes erigidos en la década de 1930 en Londres. Fue construido en 1937 por Mowlem, y reemplazó una hilera de casas adosadas georgianas, convertidas últimamente en pequeños hoteles.

## Diseño

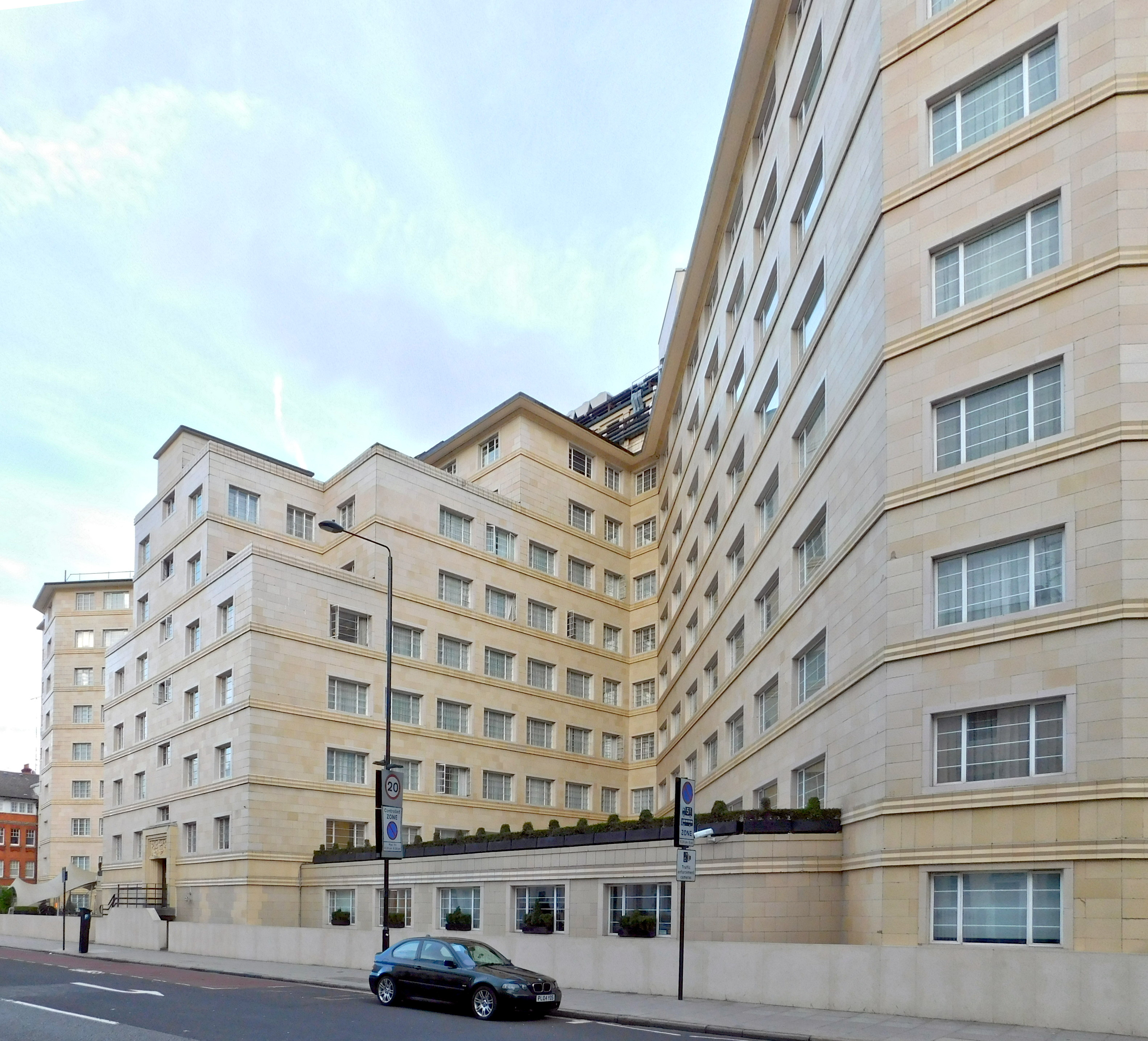
El hotel Meliá White House visto en 2017.

Russell Court fue diseñado por George Val Myer y Francis Watson-Hart. Myer también fue responsable de la Broadcasting House, la sede de la BBC en Langham Place.
El bloque fue construido para proporcionar «pisos de soltero», también conocidos como «flatlets» y «pisos de servicio», alojamiento asequible para estudiantes universitarios y personas de escasos recursos. Tiene 501 unidades en nueve plantas, la mayoría de las cuales son estudios y apartamentos de una habitación. Un bloque con una función similar es la Casa Blanca catalogada de grado II en Albany Street, Regents Park, que más tarde se convirtió en un hotel. Ambos son distintos de los grandes pisos de cuatro a siete habitaciones («pisos de mansión») construidos en ese momento para aquellos con más dinero.
El edificio tiene un hueco curvo en la esquina de Woburn Place y Coram Street debajo del cual originalmente era un garaje y una gasolinera de Moon's en la planta baja y los pisos inferiores, más tarde conocido como Russell Court Garage. Daimler Hire Limited, en representación de Hertz, operaba desde el sitio en la década de 1950, alquilando una variedad de vehículos motorizados, mientras que Hertz Rent a Car lo anunciaba como una de sus ubicaciones en la década de 1960. El garaje fue más tarde un aparcamiento de los NCP.

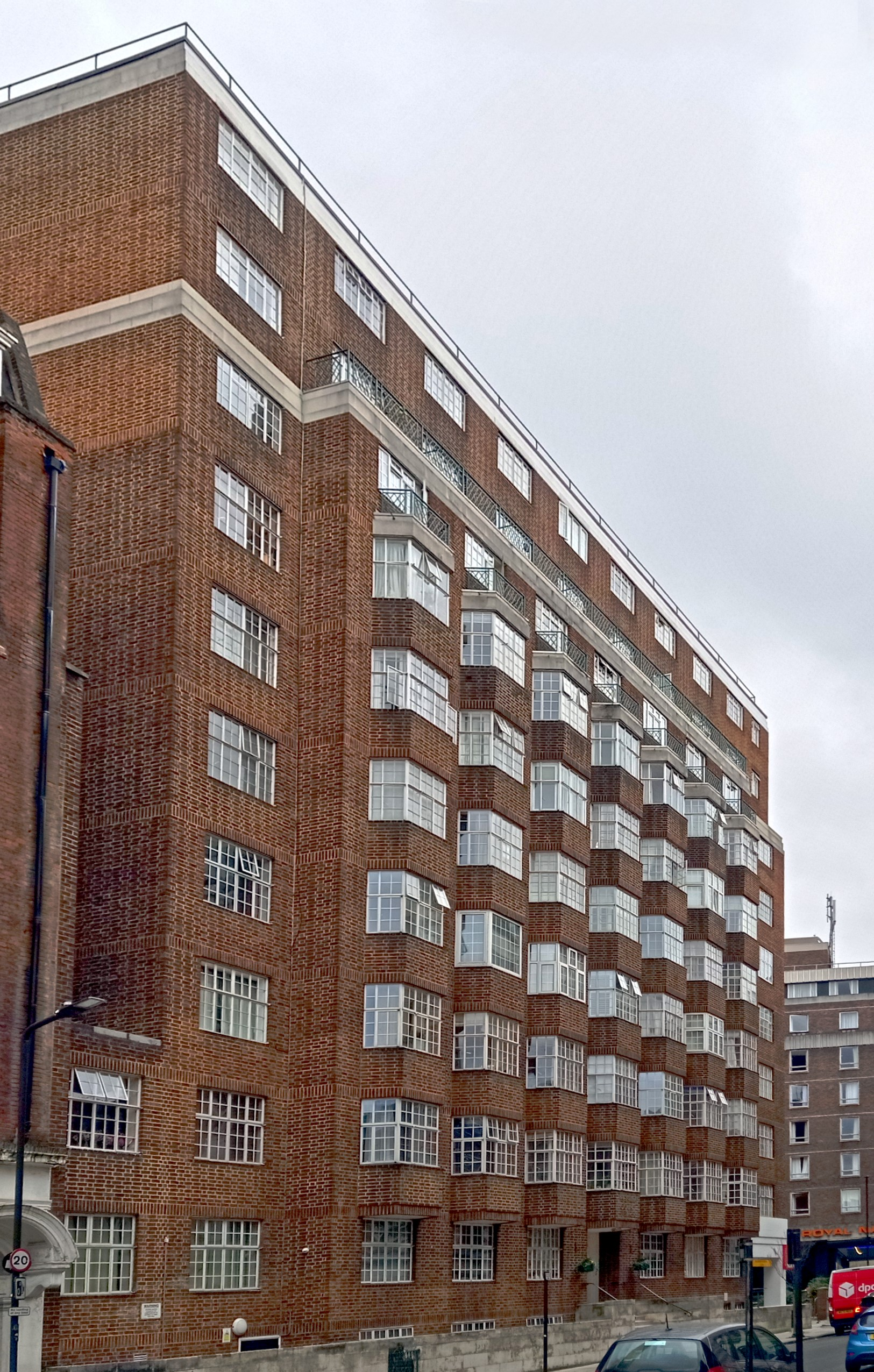
Russell Court lado norte en Coram Street.
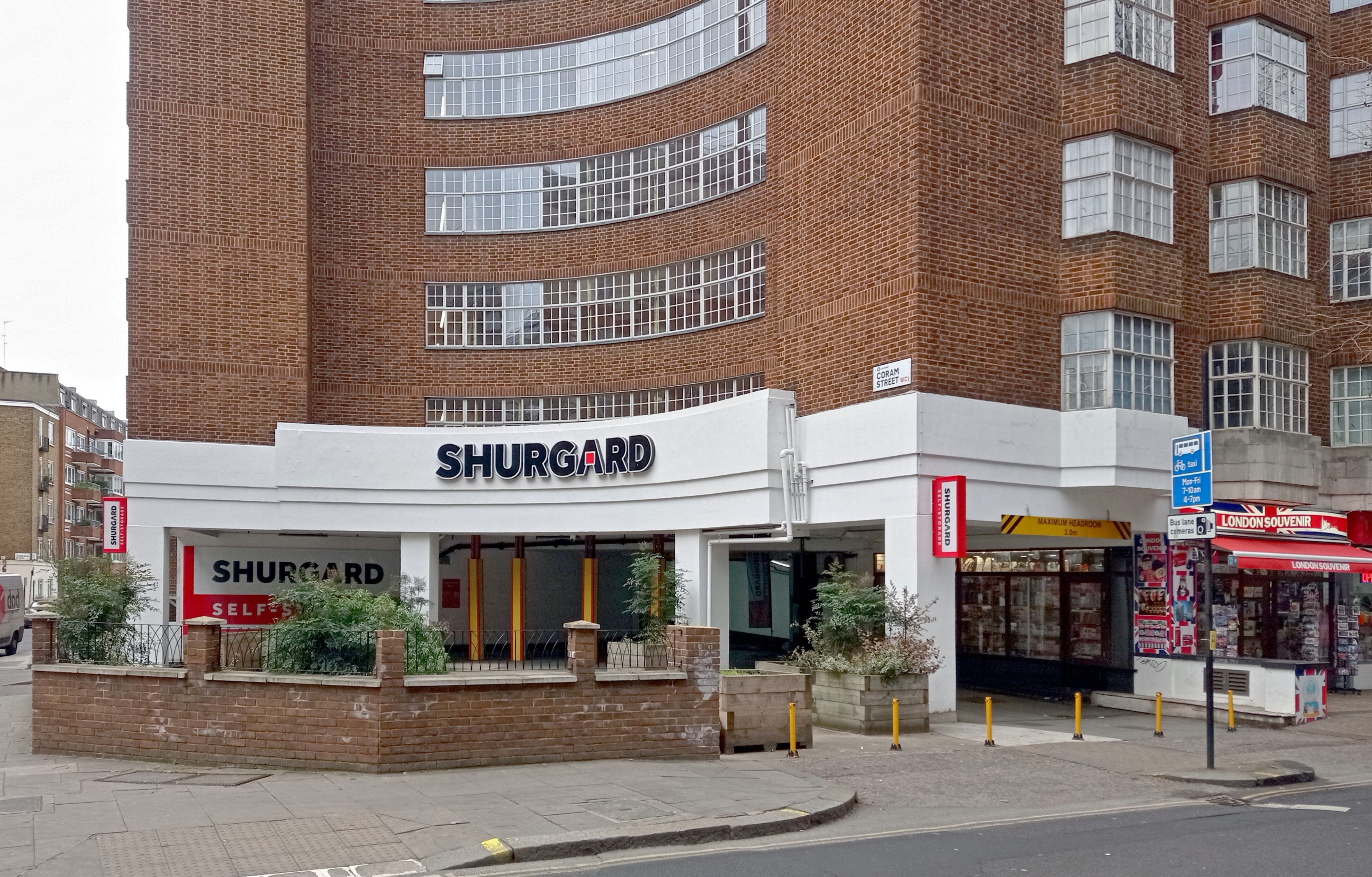
Detalle del antiguo garaje de Moon's.
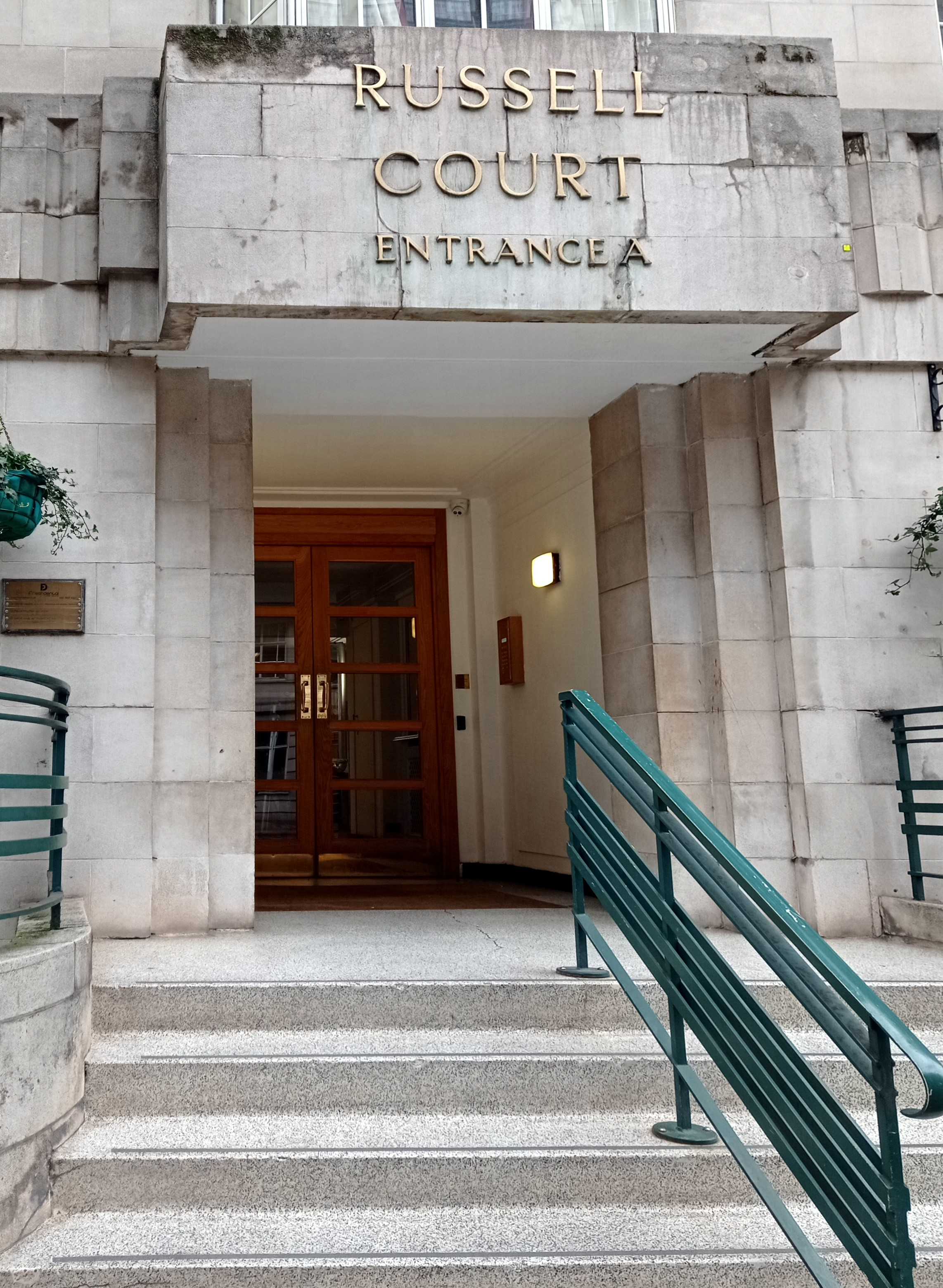
Russell Court, entrada A en Woburn Place.

## Hoy
A partir de 2023, el sitio del garaje en la esquina con Coram Street es una sucursal de Shurgard Self-Storage que adquirió el sitio de CitySpaces Self Storage en 2021.
El dominio absoluto del bloque es propiedad de Russell Court (Bloomsbury) Management Limited, una empresa propiedad de los arrendatarios de apartamentos y que es responsable del mantenimiento del edificio.

## Antiguos residentes notables
- Charles F. Klapper, escritor de transporte.[16]
- Sir Stephen Philpot Low, director y editor de la Office of Public Sector Information.[17]
- Edmund Penning-Rowsell, escritor sobre vino.[18]
- Olivia Manning, poeta y escritora.[19]
- Camera Press Limited, agencia de fotografía.[20]